# Giải thưởng Làn Sóng Xanh 2011

## 10 ca sĩ được yêu thích nhất
Không phân biệt thứ hạng.
| Tên ca sĩ       |
| --------------- |
| Cao Thái Sơn    |
| Cẩm Ly          |
| Đàm Vĩnh Hưng   |
| Hiền Thục       |
| Hồ Ngọc Hà      |
| Hồ Quỳnh Hương  |
| Mỹ Tâm          |
| Noo Phước Thịnh |
| Thu Minh        |
| Tuấn Hưng       |

## 10 nhạc sĩ được yêu thích nhất
Không phân biệt thứ hạng
| Tên nhạc sĩ       |
| ----------------- |
| Hoàng Tôn         |
| Huy Tuấn          |
| Khắc Việt         |
| Mỹ Tâm            |
| Nguyễn Đức Cường  |
| Nguyễn Hải Phong  |
| Nguyễn Hoàng Duy  |
| Nguyễn Hồng Thuận |
| Nguyễn Văn Chung  |
| Thủy Tiên         |

## Các giải thưởng khác
| Tên giải thưởng               | Chủ nhân giải thưởng           |
| ----------------------------- | ------------------------------ |
| Ca sĩ triển vọng              | • Ngô Kiến Huy • Minh Hằng     |
| Album được yêu thích nhất     | Vẫn trong đợi chờ - Hồ Ngọc Hà |
| Gương mặt ca sĩ của năm       | • Đàm Vĩnh Hưng • Mỹ Tâm       |
| Nhóm nhạc được yêu thích nhất | V.Music                        |